# Charadrius semipalmatus

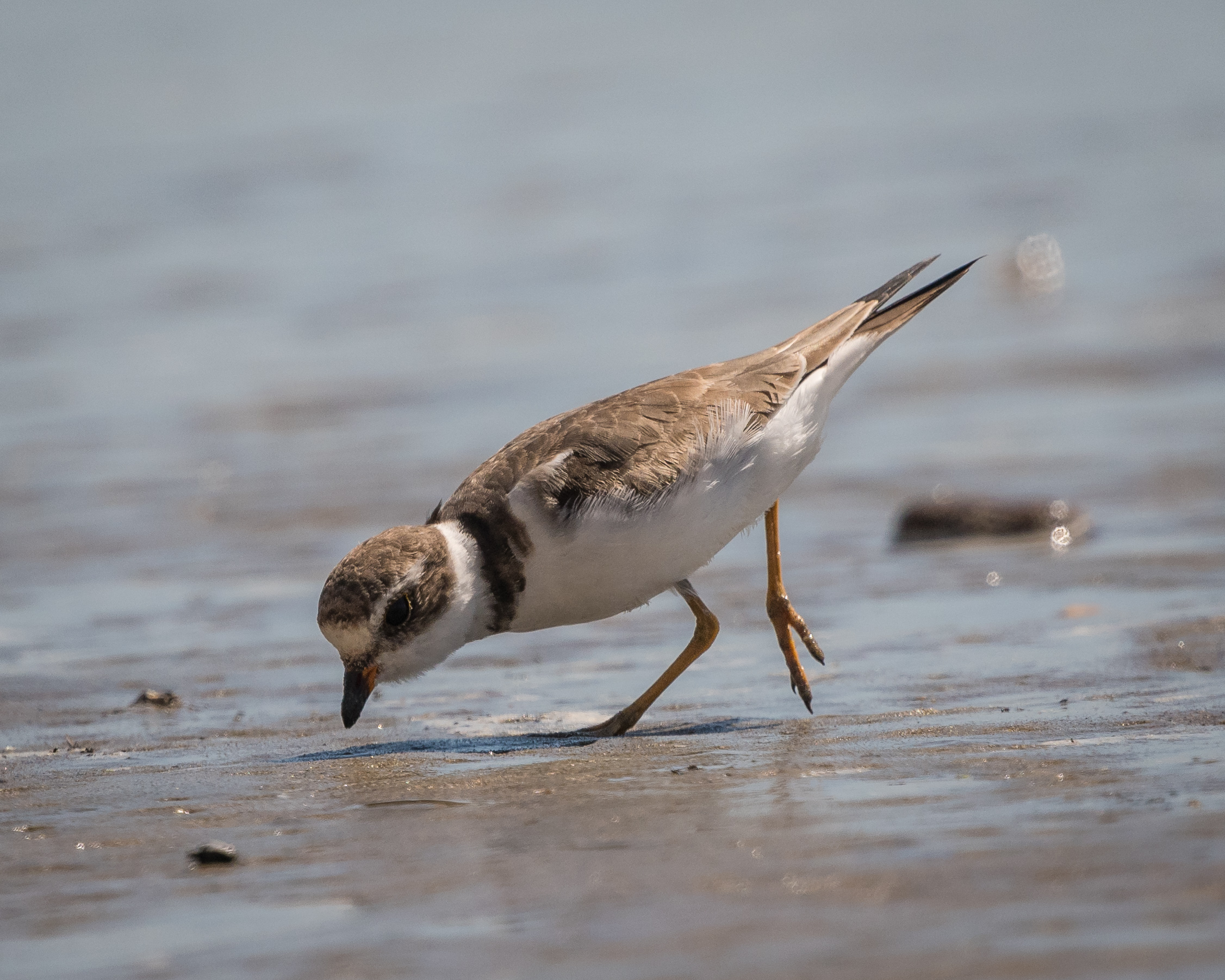
Chorlo semipalmado (Charadrius semipalmatus) alimentándose en la orilla de una playa.

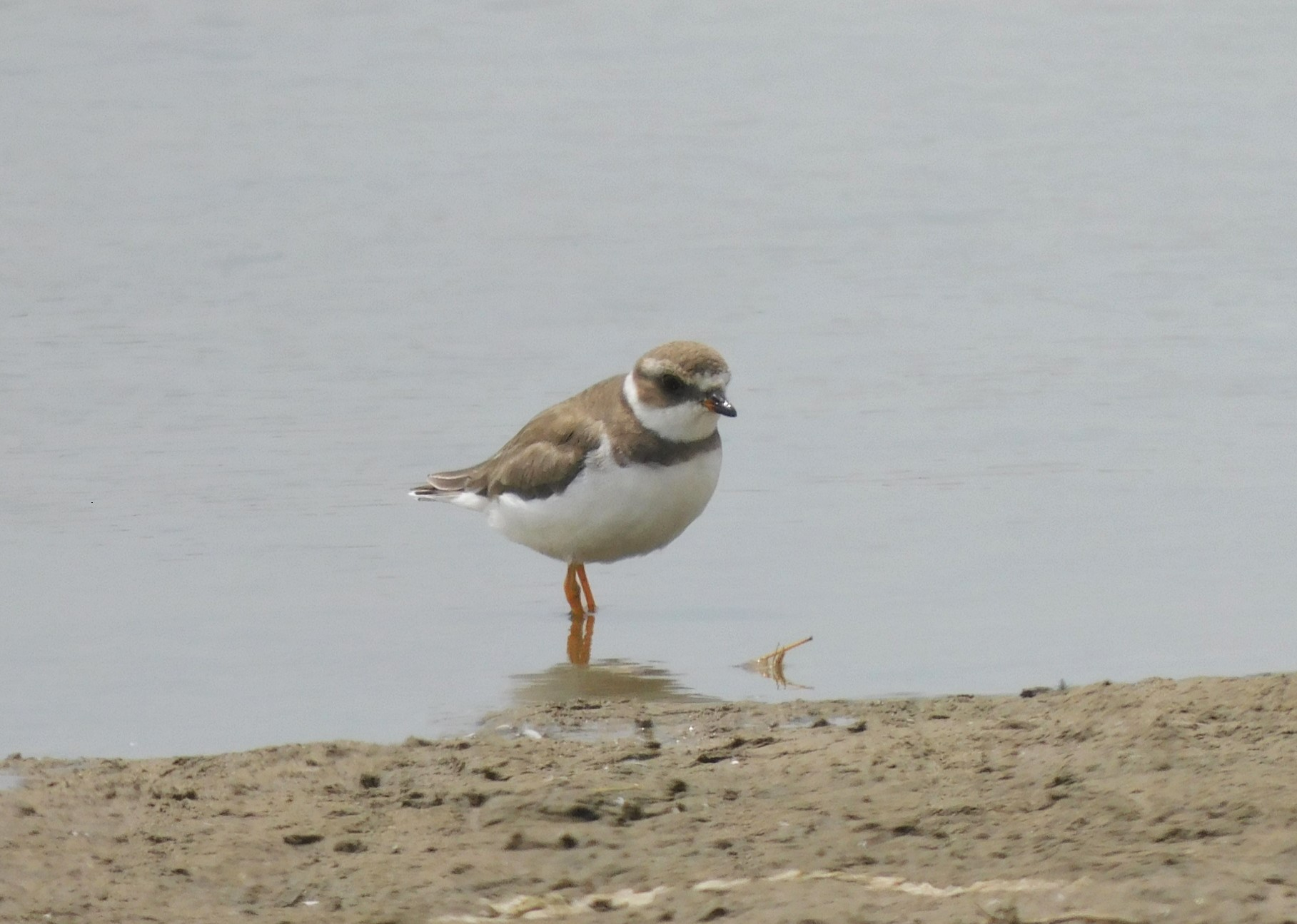
Chorlo semipalmado (Charadrius semipalmatus) reposando en la Desembocadura de Rio Chancay - Lambayeque

El chorlo semipalmado, chorlitejo semipalmeado o chorlito semipalmado (Charadrius semipalmatus), es una especie de ave Charadriiforme de la familia Charadriidae. Es una pequeña ave limícola, que está extensamente distribuida.
Cría en el suelo de playas del norte de Canadá y Alaska. Es migratorio e invernante en áreas costeras desde los Estados Unidos a Patagonia. En Europa es divagante y extremadamente raro, aunque es difícil de precisar debido a la dificultad de diferenciarlo del chorlitejo grande.